# Iztacalco (métro de Mexico)
Iztacalco est une station de la ligne 8 du métro de Mexico, située dans la délégation Iztacalco.

## La station
La station ouverte en 1994, a pour icône l'arche donnant accès à la cour de l'église du couvent de San Matias. Le mot nahuatl Iztacalco se compose de iztatl « sel », cals « maison » et co « lieu », soit « le lieu de la maison du sel », « là où est récolté le sel ».
Après la conquête espagnole, les frères franciscains évangélisent les quelque 300 habitants et établissent le couvent de San Matias avec son église emblématique. La population reste longtemps stable en raison de l'isolement du village, puis elle connaît des transformations au XXe siècle ; enfin en 1978, une loi organique fait d'Iztacalco l'une des seize municipalités de la ville de Mexico.